# Escut i bandera de Sant Adrià de Besòs
L'escut de Sant Adrià de Besòs està representat per una enclusa que és l'atribut de sant Adrià de Nicomèdia, patró de la ciutat, que va ser martiritzat a cop de destral sobre una enclusa. L'enclusa també representa la indústria de la ciutat, lligada des d'antic al riu Besòs, que parteix la localitat; el riu és simbolitzat per la faixa ondada sota l'enclusa. La corona de baró i el bàcul de bisbe recorden que la població fou el centre de la baronia de Sant Adrià, que pertanyia als bisbes de Barcelona.

## Escut heràldic
L'escut oficial de Sant Adrià de Besòs (Barcelonès) té el següent blasonament:
Escut caironat: de porpra, una enclusa d'or acompanyada a la punta d'una faixa ondada d'argent. Per timbre, una corona de baró i acoblat darrera l'escut un bàcul de bisbe d'or posat en pal.
Va ser aprovat el 9 d'abril de 1987 i publicat al DOGC el 20 de maig del mateix any amb el número 841.

## Bandera de Sant Adrià de Besòs
La bandera oficial de Sant Adrià de Besòs té la descripció següent:
Bandera apaïsada, de proporcions dos d'alt per tres de llarg, de porpra, amb l'enclusa groga de l'escut, d'altura 1/3 de la del drap i amplada 1/3 de la llargària del mateix drap, posada a 1/18 de la vora de l'asta i a 5/36 de la superior; i una faixa ondada blanca de mitja, tres i mitja ones, de gruix 1/9 de l'alçària del drap, posada a 1/9 de la vora inferior.
Va ser aprovada el 19 de març de 2002 i publicada en el DOGC el 4 d'abril del mateix any amb el número 3608. Està basada en l'escut heràldic de la localitat.